# Almançor do Egito
Maleque Almançor Naceradim Maomé ibne Imadadim Otomão (em árabe: ناصر الدين الملك المنصور محمد بن عماد الدين عثمان; romaniz.: Al-Malik al-Mansûr Nâsir ad-Dîn Muhammad ben `Imâd ad-Dîn `Uthmân), melhor conhecido como Almançor, foi um sultão do Egito da dinastia aiúbida entre 1198 e 1200. Ele era filho de Alaziz Otomão e neto de Saladino.

## História
Seu pai, o sultão Alaziz Otomão, morreu em 29 de novembro de 1198 depois de cair de um cavalo nas proximidades das pirâmides do Egito e seu filho o sucedeu. Como o garoto tinha apenas nove anos, teve como tutor o atabegue Baaudim Caracuxe. Porém, as cortes egípcias temiam as ambições políticas de Adil, irmão de Saladino e governador de Damasco, e, por isso, requisitaram a ajuda do tio do jovem sultão, Alfedal ibne Saladino, ex-sultão de Damasco, que chegou ao Egito em janeiro de 1199 aclamado pelas multidões para tomar o posto de atabegue.
Alfedal, porém, tentou se aproveitar da remoção de Adil, que estava em Mardin, sitiando Damasco, mas Adil se antecipou e chegou em Damasco em 8 de junho de 1199. Alfedal, ajudado por seu irmão, Azair Gazi, emir de Alepo, juntou um exército para dar-lhe combate em 14 de junho. Os dois irmãos relutam e o cerco termina sem sucesso após seis meses.
De volta ao Egito, Alfedal imprudentemente dispersa o seu exército. Adil, depois de derrotar as míseras forças que defendiam o Cairo, recebe a rendição do sultão em 5 de fevereiro de 1200. Alfedal foge para a fortaleza de Haurã, abandonando o título de sultão do Egito. Seu sobrinho, Maleque Almançor, é elevado ao sultanato e também é nomeado governador de Edessa, cargos provavelmente cerimoniais dada a pouca idade do garoto.
Porém, Maleque Almançor prefere refugiar-se com seu tio Maleque Azair, emir de Alepo. Em 1216, Azair morreu tendo decidido que se seus dois filhos morressem sem filhos, Almançor seria seu herdeiro. Não se sabe o que aconteceu depois.